# Colourbox
Colourbox var en brittisk musikgrupp bildad av bröderna Martin och Steven Young i London.
Gruppen blandade i sin musik elektronica och sampling med influenser från musikstilar som blue-eyed soul, R&B och dub. De fick kontrakt med skivbolaget 4AD och anlitade sångerskan Debbion Currie att sjunga på deras första singel Breakdown 1982. Hon ersattes året därpå av Lorita Grahame. Colourbox gav ut ett självbetitlat minialbum 1983 och ett fullängdsalbum, också med titeln Colourbox, 1985 samt en rad singlar på 4AD. 1987 bildade bröderna Young gruppen M/A/R/R/S tillsammans med A.R. Kane och fick en stor hit med låten Pump Up the Volume.

## Diskografi
- Colourbox (minialbum) 1983
- Colourbox 1985
- Best of 82/87 (samlingsalbum) 2001